# Sauraha

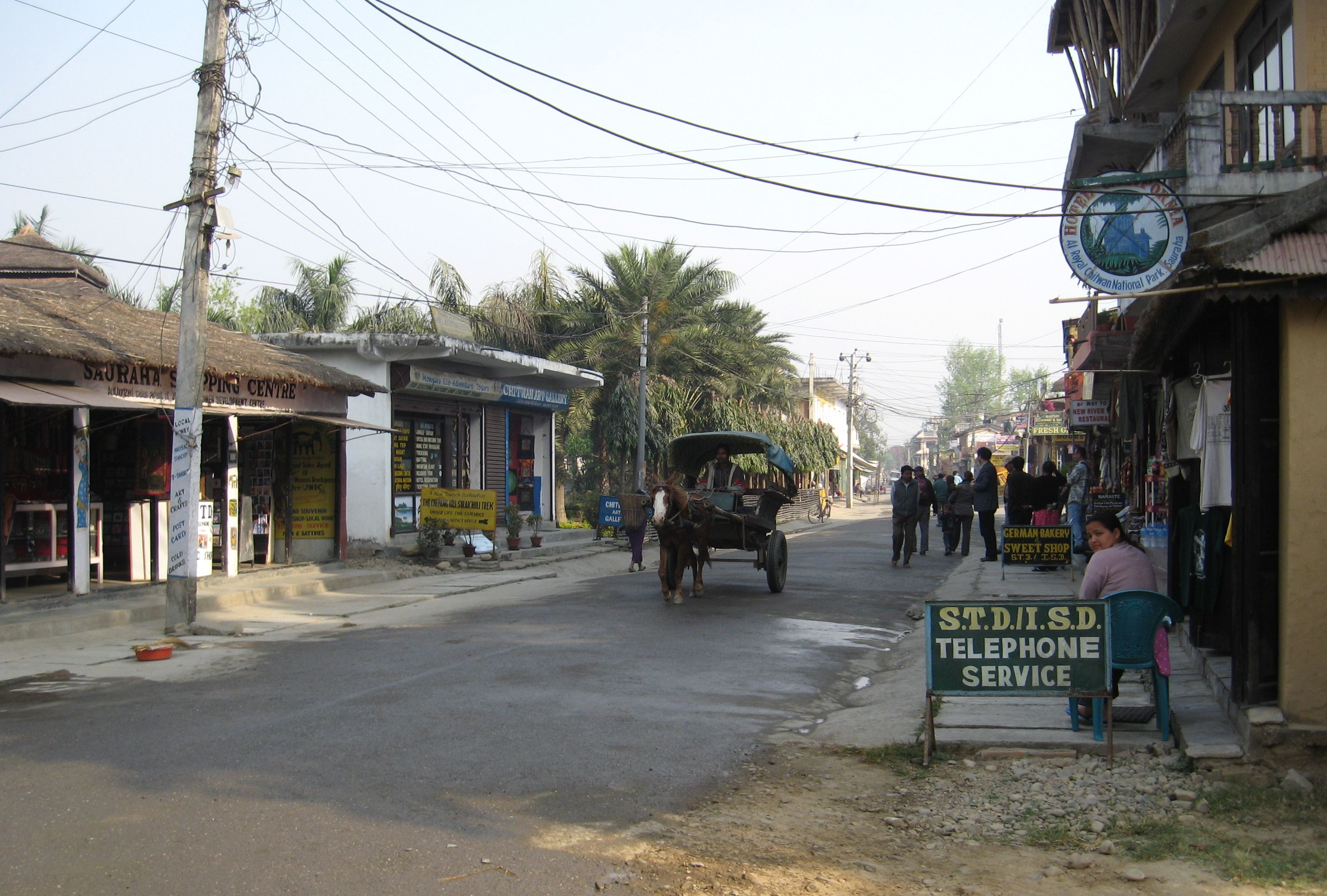
Straße in Sauraha

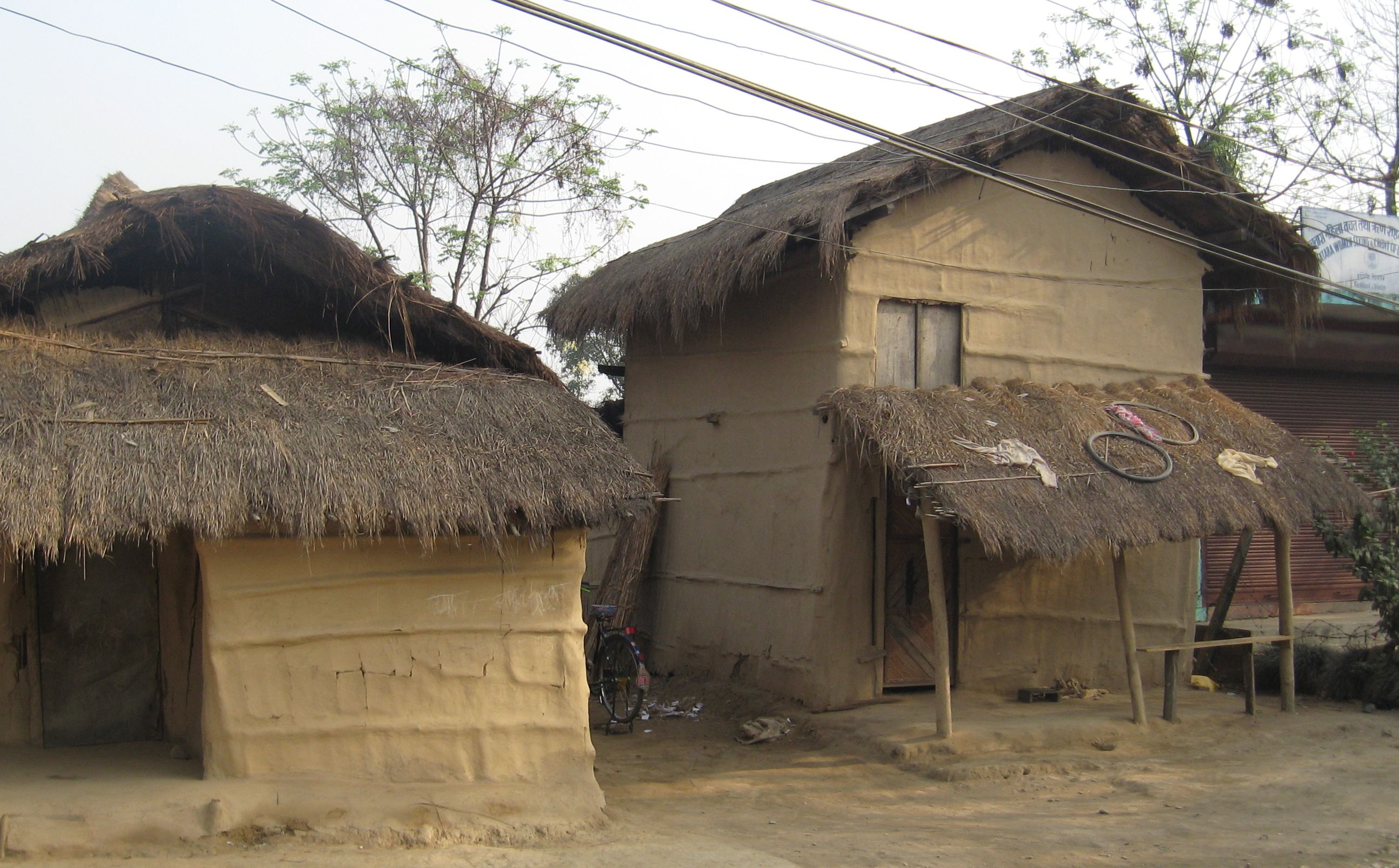
Hütten der Einwohner des Dorfes

Sauraha (Nepali: सौराहा) ist ein Ort in Nepal im Distrikt Chitwan der Verwaltungszone Narayani. Er wird durch den westlich des Ortes liegenden Fluss Rapti vom Chitwan-Nationalpark getrennt. Das Dorf ist stark vom Tourismus geprägt. Für Touristen stehen zahlreiche Hotels, Restaurants, Internetcafés und Geschäfte zur Verfügung. In der Nähe befindet sich eine Aufzuchtstation für Elefanten, die von Touristen besucht werden kann. 2007 gab es etwa 1500 Betten für Touristen.
Die Zahl der Touristen, die den Ort besuchen, schwankt stark. Hauptgrund sind politische Streiks mit Straßensperren, welche die Touristen verunsichern und den Zugang zum Ort erschweren.
1984 wurde das Dorf von einem Hochwasser des Rapti überschwemmt.